# 김종원 (희극인)
김종원(1985년 3월 24일 ~ )은 대한민국의 희극 배우이다. 별명은 쫑구이며 2016년 30살 늦은 나이에 SBS 16기 공채 개그맨으로 데뷔하였다.

## 생애
- 2016년도에 SBS 공채 16기 개그맨으로 데뷔하였다.
- 쫑구는 에이스, 황현희의 행복, 누가 진상인가에 출연했다.
- 현재는 엄마는 아들 본인보다 유명해진 순자엄마와 아빠와 함께 제천에 살고 있다.
- 사실 웃찾사가 폐지되고 난 후 엄마의 권유로 왔다고 한다.
- 순자엄마 채널의 편집을 맡고 있다. 순자엄마는 주로 아들을 백수라고 부른다.
- 순자엄마와 아빠 몰카를 많이 찍는다.
- 2018년 1월 25일 땡잡았어로 트로트 가수로 데뷔하였다.

## 방송
- 웃음을 찾는 사람들 (SBS)
  - 쫑구는 에이스 (2016.10.05 ~ 2017.01.04)
  - 미워도 다시한번 (2017.01.25 ~ 2017.02.01)
  - 황현희의 행복 (2017.03.22) - 1회성